# Jake Thomas (giocatore di football americano)
Jake Thomas (Douglas, 6 dicembre 1990) è un giocatore di football americano canadese, che gioca come defensive tackle per gli Winnipeg Blue Bombers.
Dopo aver giocato per la squadra universitaria canadese dei Saskatchewan Huskies è selezionato al quarto giro Draft CFL 2012 con la 29ª scelta dagli Winnipeg Blue Bombers.

## Palmarès
- 2 Grey Cup (Winnipeg Blue Bombers: 2019, 2021)